# Salàcia
D'acord amb la mitologia romana, Salàcia va ser una divinitat itàlica, personificació de l'aigua salada. És pròxima a Venília, però difereix d'ella en alguns aspectes. Es pot considerar equivalent a la deessa grega Amfitrite.
Formava part del seguici de Neptú, i alguns la consideraven la seua dona, a qui va anar a buscar amb un dofí que des d'aleshores va ser enviat al cel, formant la Constel·lació del Dofí. Amb Neptú va infantar Tritó.
Segons Aulus Gel·li, Salàcia apareix representada com una dona bella que condueix un carro en forma de petxina i envoltada d'animals marins. Pot estar envoltada de xarxes de pesca.